# شوتا آئویی
شوتا آئویی (انگلیسی: Shouta Aoi; ۱۱ اوت ۱۹۸۷ –) صداپیشه، بازیگر و خواننده اهل ژاپن است.